# ツジ・ルイス
ツジ・ルイス（つじ・るいす、1月19日 - ）は、日本の実業家兼コスプレイヤー、マルチタレント、マルチクリエイターである。栃木県出身。Replaica.Inc代表。
身長147cm、血液型A型。タレントとして活動する傍ら合同会社Replaicaでデザイナー・カメラマン・イベント制作まで幅広くこなしている。
愛称は「ルイス」「ツジちゃん」など。通称「合法ロリ社長」。一部媒体、作品では中黒のないツジルイス表記も見られる。

## 来歴

### デビューまで
1月19日大阪府生まれ。
テレビやステージ関係の裏方業務を行う企業に就職。この時の話が日テレの「月曜から夜ふかし」で取り上げられる。当初はエンジニア志望だったが、最終的に広報・営業などを幅広く担当。在職中にデザイナーとして本格的な勉強を開始し、デジタルハリウッドに通う。フリーランスのクリエイターとして独立。「老後は絵を売って暮らしたい。」を目標に有名になりたいと思い、芸能界へ足を踏み入れる。

### 芸能界デビュー後
2019年11月より配信者として活躍する。プラットフォームはLINELIVE、Pococha、17live、SHOWROOM、ミクチャ、マシェバラなど様々である。2020年4月よりYouTube「ツジルイスチャンネル」を開設。2020年4月から「東京ヴェルディ応援ガール」に就任。
アソビシステム（ASOBINEXT）に所属していたが、2020年7月をもってフリーに転向。同年7月、ミス東スポオーディションをきっかけに芸能活動を開始。同年12月にミス東スポ2021グランプリ受賞。
2021年1月、合同会社Replaicaの立ち上げに関わり、デザイン事業と芸能事業を行なっている。
扶桑社主催・ミスSPA!2021へ参加、11月に初代グランプリを受賞。
2022年にはリリー・フランキー、みうらじゅんが企画する『グラビアン魂』にも掲載された。

## 人物
趣味はモノづくり全般。プログラミング、ウェブデザイン、映像編集、スチール写真撮影など一通りの技術を学び、仕事にも活かしているが、運動全般を苦手としている。
芸名のツジ・ルイスは本名のツジルイ（漢字は不明）の語尾に海外を意識してスをつけたもの。なお「ルイス」は一般的には男性名である。ちなみに本名のルイはラモス瑠偉に由来する。
ファンの愛称は「おつまみ軍」。

### プロレス
月3ペースで試合観戦に行くほどのプロレスオタク、特に新日本プロレスオタクとしても知られる。きっかけはたまたま小学生のときにテレビで見た棚橋弘至の試合であり、以降棚橋弘至に憧れを持つ。大人になってからは、カメラを片手に月2で試合観戦に足を運んでいる。2022年後期では推し選手は2AWの若松大樹、フリーに転向した阿部史典と語っている。
2021年7月、EXMAXの企画のために、TAKAみちのくにプロレス技を指南してもらったことをTwitterで報告。YouTube個人チャンネルにも動画「プロレス技って素人でもかけれる？！」として上げている。
ミス東スポ受賞により、本来なら同社主催・プロレス大賞にも関わる予定だったがコロナ禍により表彰式が中止となり、この悔しさを原動力として鳥越アズーリFMでの番組枠獲得に結び付けた。
2021年11月26日より「プロレスTODAY」より二代目プ女子部長就任が発表された。

### ガンダム
一番初めに見たガンダムシリーズは、機動戦士ガンダム00となりそれから様々なシリーズを視聴する。
その中でも機動戦士ガンダムをこよなく愛し、好きなMSはガンタンク、好きなキャラリュウ・ホセイという玄人好みのセンスを持つ。

### ゲーム
ゲーマーとしても知られており、特にNintendo Switchでのゲーム配信を自身のYoutubeチャンネルで行っている。Fortnite、Overwatch、APEX、Minecraftなど有名ゲームも数々プレイしているが、一番知られているのはUNDERTALE実況である。

## 出演

### テレビ
- ARIGATEENA！TV（2020年11月15日、12月13日、テレビ埼玉）
- 真夜中のおバカ騒ぎ（2021年5月 - 11月、 千葉テレビ・TOKYO MX）レギュラー
- 月曜から夜ふかし（2021年4月26日、日本テレビ）

### 映画
- TURNING POINT2 （2022年12月10日）-阿部優子役
- TURNING POINT3 （2023年10月14日）-阿部優子役
- TURNING POINT4 （2023年11月11日）-阿部優子役

### 舞台
- 愚郎 @Zepp Nagoya（2019年12月28日）
- 解体OK（2022年６月）
- 奇跡のシンガー2023 @伝承ホール（2023年5月25日~27日）

### 広告・ラジオ
- 東京ヴェルディ GayaR実況アシスタント 東京ヴェルディ公式応援ガール（2020年10月〜 ）
- めっちゃ！よきラジ（2021年1月 - 、渋谷クロスFM）レギュラー[12]
- Talking Free（2021年6月 - 、渋谷クロスFM）
- プ女子の世界ノ・ゾ・キ・ア・ナ（2021年10月12日 - 、鳥越アズーリFM）[13]

### モデル
- 栃木美少女図鑑

### 雑誌
- 金のEXコラム連載（2021年12月-2022年12月）
- 週刊SPA!グラビアン魂（2022年7月）

## 作品

### イメージビデオ
※太字タイトルはBD版同時発売
- 抱きしめたい（2021年3月23日、NON STYLE）[1]　※ツジルイス名義
- SWEET DREAMS feat.ツジ・ルイス（2022年6月29日、スパイスビジュアル）[14]
- コアクマ（2023年3月24日、竹書房）[15]
- えっちぃのは嫌いですか？（2024年8月20日、ラインコミュニケーションズ）[16]
- ツジ・ルイスとは？（2025年7月25日、竹書房）[17]

### VRイメージビデオ
- apartment Days！ Guest 185 ツジ・ルイス sideA （2021年7月2日、ファンタスティカ）
- apartment Days！ Guest 185 ツジ・ルイス sideB （2021年7月16日、ファンタスティカ）

## 執筆

### 連載コラム
- 【2代目プ女子部長 ツジ・ルイス】（2021年12月8日[18] - 、プロレスTODAY）